# Arbeitsamt Dessau

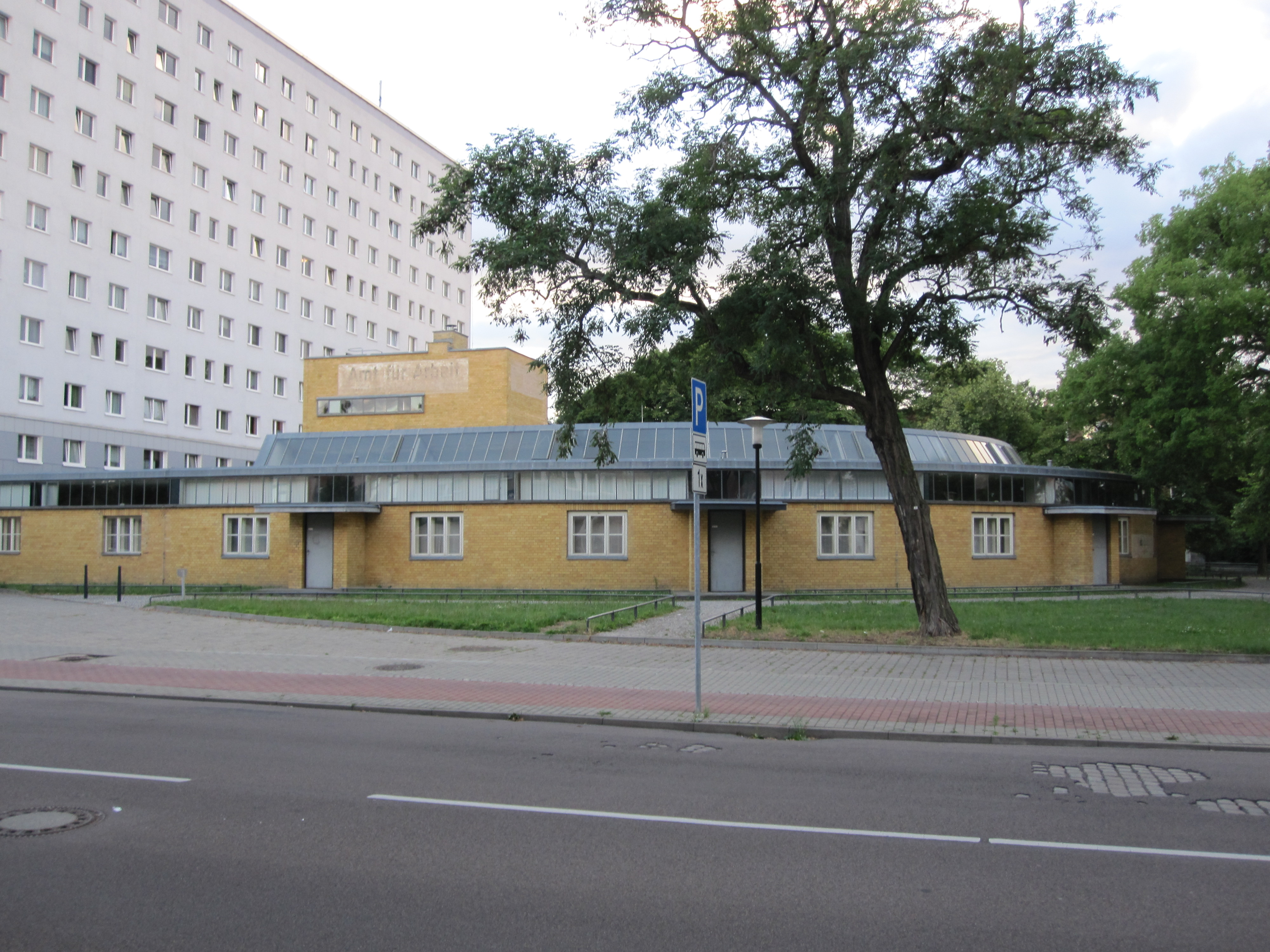
Ehemaliges Arbeitsamt Dessau (2012)

Das denkmalgeschützte Arbeitsamt Dessau steht am August-Bebel-Platz 16 in der kreisfreien Stadt Dessau-Roßlau. Der Planer war Walter Gropius.

## Geschichte
Durch die Industrialisierung Anfang des 20. Jahrhunderts erkannte man die Notwendigkeit einer Vermittlung und Verwaltung von Arbeitslosen und Arbeitssuchenden. Aus dieser Überzeugung wurde 1927 die Reichsanstalt für Arbeitsvermittlung und Arbeitslosenversicherung gegründet. Auf bereits vorhandene Baupläne wollte man nicht zurückgreifen. Dies war der Anlass zu einem beschränkten Architektenwettbewerb in Dessau, den Walter Gropius gewann, unterstützt von Carl Fieger. Es sollte übrigens der letzte Auftrag für Gropius's Architekturbüro werden. Die anderen Wettbewerber waren Max Taut und Hugo Häring. Noch vor der Grundsteinlegung im Mai 1928 kündigte Gropius im Bauhaus und zog nach Berlin. Von 1928 bis 1929 erfolgte die Umsetzung des Siegerentwurfes, unter Mitarbeit der Bauhaus-Werkstätten.
Die Forderung des NS-Regimes, das Gebäude abzureißen, wurde auf Grund des Kriegsbeginns nicht Folge geleistet. Das Gebäude blieb von Kriegsschäden verschont.

## Architektur
Das Gebäude basiert auf einer Stahlskelettkonstruktion mit vorgesetzter, gelber Klinkerfassade.
Der Grundriss richtet sich gezielt nach der geplanten Nutzung. Eine funktionelle und ökonomische Integration der Arbeitsabläufe in das Design war Bedingung des Berliner Stadtbaurats Martin Wagner. Wahrscheinlich orientierten die Architekten sich auch am zwei Jahre zuvor erbauten Arbeitsamt in Dresden, für dessen Innengestaltung ähnliche Ansprüche gestellt worden waren.
Die Büros befinden sich in einem viereckigen, zwei- bis dreigeschössigen Bau, mit Flachdach, Fensterbändern und separaten Eingang. Der davorliegende, halbkreisförmige, eingeschossige Bau hat ein mit drei ebenfalls halbkreisförmigen Sheddächern aufgewertetes Flachdach. Die nach außen gerichteten Glasflächen der Sheddächer sorgen für ein lichtdurchströmtes Inneres des Gebäudes. Über Seilzüge können Teile der Sheddächer zur Lüftung des Innenraumes geöffnet werden. Außen am Gebäude läuft ein Fensterband unter dem Dach entlang. Diese Räume waren für die Arbeitsvermittlung konzipiert. Alle Trennwände sind in der Höhe des Fensterbandes verglast. Im Inneren führt eine nahezu kreuzungsfreie Wegführung durch den halbrunden Grundriss. Im Inneren des Halbrunds war die Arbeitsversicherung angesiedelt, im Zentrum die Kasse. Sechs getrennte Eingänge erlaubten bereits im Vorfeld das Gruppieren der Arbeitssuchenden. Seitlich waren zwei Ausgänge.
Die Gliederung im Inneren ging bei sich ändernden Anforderungen durch Umbauten verloren. 1936 wurden weitere Fenster eingesetzt. 2002/03 folgte eine teilweise rekonstruierende Instandsetzung. Die sechs Eingänge sind teilweise vermauert.
Der Gebäudekomplex war von seiner Form her auf dem damaligen dreieckigen Askanischen Platz eingebunden. Nach dem Zweiten Weltkrieg wurde jener Platz umgestaltet, so dass die ursprüngliche Einbindung nicht mehr nachzuverfolgen ist.

## Nutzung
Ab dem Juni 1929 wurde das Gebäude als Arbeitsamt genutzt. Nach Kriegsende und dem Abzug der Alliierten nutzten es die sowjetischen Besatzer bis 1957 als Militärverwaltung. Dann bezog die Sozialversicherung des Freien Deutschen Gewerkschaftsbunds der DDR das Gebäude. Nach der Wiedervereinigung wurde das Gebäude umgebaut. Heute beherbergt das Gebäude die Zulassungsstelle, die Führerscheinstelle und das Ordnungsamt.